# Gobiosoma spilotum
Gobiosoma spilotum är en fiskart som först beskrevs av Ginsburg, 1939.  Gobiosoma spilotum ingår i släktet Gobiosoma och familjen smörbultsfiskar. Inga underarter finns listade i Catalogue of Life.